# Évançon
L'Évançon (pron. fr. AFI: [evɑ̃sɔ̃]; talvolta ortografato come Évençon, omofono) è il corso d'acqua che bagna la val d'Ayas ed è affluente di sinistra della Dora Baltea. Il suo nome in patois valdostano potrebbe significare "grande acqua", oppure "acqua che viene dall'alto dei monti" (éva d'en som). Nei documenti d'archivio è sovente indicata come "l'eau blanche" (in francese, "acqua bianca").
L'Unité des Communes valdôtaines Évançon prende il nome da questo torrente.

## Percorso
Il torrente ha origine dal Grande Ghiacciaio di Verra nell'alta val d'Ayas. Dopo aver percorso tutta la valle, l'Évançon confluisce nella Dora Baltea nel comune di Verrès, in prossimità del ponte di Fleuran. Nel suo percorso attraversa quattro comuni, da monte a valle: Ayas, Brusson, Challand-Saint-Anselme e Challand-Saint-Victor. Nei pressi di Targnod, nel comune di Challand-Saint-Victor, il torrente precipita nella forra di Brisecou (in francese, "Rompicollo"), formando l'imponente cascata di Isollaz (pron. isòlla). La sua base è raggiungibile a piedi dalla carrozzabile per Isollaz. Un ottimo punto di osservazione è raggiungibile in auto dalla strada che porta al castello di Verrès.

## Descrizione
L'Évançon è un tipico torrente di ghiacciaio di alta montagna. Ciò significa che la portata massima è raggiunta d'estate per la fusione del ghiacciaio e la minima d'inverno, il contrario quindi del classico regime torrentizio. Il colore dell'acqua del torrente varia da azzurro alla mattina e quando fa freddo a bianco-grigio verso sera e in seguito a giornate molto calde. Solo d'inverno l'acqua è trasparente, mentre d'estate è più o meno velata per sedimenti e sabbia di ghiacciaio.

## Pesca

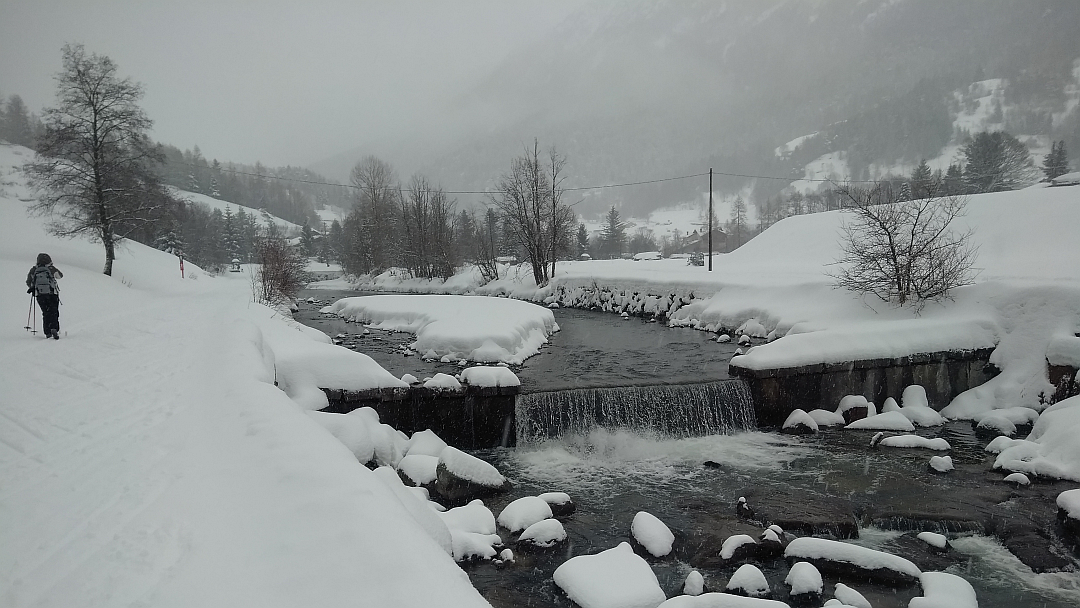
L'Évançon d'inverno a Extrepiéraz.

Le sue acque sono abitate esclusivamente da trote, sia fario che iridee, con ripopolamenti annuali da parte del consorzio regionale per la pesca. Tra i suoi abitanti va sicuramente citato il merlo acquaiolo, molto presente e diffuso.

## Antropizzazione
Per proteggere le zone abitate dalle piene che in passato hanno provocato danni, sono state realizzati muraglioni protettivi. Questi, oltre a degradare la naturalezza e l'aspetto estetico del torrente, l'hanno reso meno adatto all'insediamento della trota.
Lungo il suo corso il torrente è usato per produrre energia idroelettrica. Nel comune di Challand-Saint-Victor, si trova la Centrale idroelettrica di Isollaz che ne sfrutta le acque.